# Release Me (chanson d'Agnes)
Pour les articles homonymes, voir Release Me.
Singles de Agnes
On and On Love Love Love
Release Me est le premier single extrait de l'album studio de la chanteuse suédoise Agnes, Dance Love Pop. Une version francophone sous le titre Réalise est sortie en France.

## Liste des pistes
| Digital Single Suède 1. "Release Me" [Radio Edit] — 4:16 Digital Single Belgique 1. "Release Me" [Radio Edit] — 3:41 2. "Release Me" [DJ Rebel remix] — 7:16 3. "Release Me" [Nils Van Zandt Remix] — 7:35 4. "Release Me" [Robert Abigail remix] — 3:38 CD-single Europe 1. "Release Me" [Radio Edit] — 3:41 2. "Release Me" [DJ Rebel remix] — 7:16 3. "Release Me" [Nils Van Zandt Remix] — 7:35 4. "Release Me" [Robert Abigail remix] — 3:38 CD-single Pays-Bas 1. "Release Me" [Radio Edit] — 3:41 2. "Release Me" [Album Version] — 4:15 3. "Release Me" [Nils Van Zandt Remix] — 4:30 4. "Release Me" [La rush Clubmix] — 6:35 5. "Release Me" [Music Video] — 3:38 Digital Single France, 1. "Release Me" [Radio Edit] — 3:41 2. "Réalise (Release Me)" [Radio Edit] — 3:06 | Digital Single (iTunes) Royaume-Uni 1. "Release Me" [UK Radio Edit] — 3:06 2. "Release Me" [Cahill Radio Edit] — 3:11 3. "Release Me" [Extended Mix] — 6:02 4. "Release Me" [Cahill Club Edit] — 6:51 5. "Release Me" [Moto Blanco Mix] — 7:53 6. "Release Me" [Frisco mix] — 7:37 7. "Release Me" [Acoustic Version] — 3:48 Digital Single Royaume-Uni 1. "Release Me" [UK Radio Edit] — 3:06 2. "Release Me" [Cahill Radio Edit] — 3:11 3. "Release Me" [Extended Mix] — 6:02 4. "Release Me" [Cahill Club Edit] — 6:51 5. "Release Me" [Moto Blanco Mix] — 7:53 CD Single Royaume-Uni 1. "Release Me" [UK Radio Edit] — 3:06 2. "Release Me" [Cahill Radio Edit] — 3:11 3. "Release Me" [Extended Mix] — 6:02 |

## Historique des sorties
| Région      | Date             | Label              | Format                    |
| ----------- | ---------------- | ------------------ | ------------------------- |
| Suède       | 24 novembre 2008 | Roxy               | Téléchargement            |
| Danemark    | 5 janvier 2009   | Copenhagen Records | Téléchargement            |
| Belgique    | 9 mars 2009      | BIP Records        | CD Single, Téléchargement |
| Royaume-Uni | 20 février 2009  | AATW               | Radio                     |
| Royaume-Uni | 11 mai 2009      | AATW               | Téléchargement            |
| Royaume-Uni | 18 mai 2009      | AATW               | CD Single                 |
| France      | Mai 2009         | M6                 | Radio                     |
| France      | 27 mai 2009      | M6                 | Téléchargement            |
| France      | 20 juillet 2009  | White Villa        | CD Single                 |
| Pays-Bas    | 15 mai 2009      | White Villa        | Téléchargement            |
| Pays-Bas    | 22 mai 2009      | White Villa        | CD Single                 |
| Australie   | 10 juillet 2009  | Warner Music       | CD Single, Téléchargement |
| Allemagne   | 31 juillet 2009  |                    | CD Single, Téléchargement |

## Classement

### Classements hebdomadaires
| Classement (2008-2009-2010)    | Meilleure position |
| ------------------------------ | ------------------ |
| Danemark                       | 6                  |
| Belgique (Nl)                  | 7                  |
| Belgique (Fr)                  | 6                  |
| Allemagne                      | 5                  |
| Chypre                         | 5                  |
| Bulgarie                       | 1                  |
| Australie                      | 26                 |
| Pays-Bas                       | 7                  |
| Pologne                        | 11                 |
| Irlande                        | 10                 |
| Italie                         | 9                  |
| Slovaquie                      | 7                  |
| Slovénie                       | 2                  |
| Norvège                        | 6                  |
| France                         | 7                  |
| France (Clips)                 | 13                 |
| France (Radio)                 | 3                  |
| France (Téléchargements)       | 11                 |
| Russie                         | 83                 |
| Suède                          | 9                  |
| Espagne                        | 26                 |
| Royaume-Uni                    | 3                  |
| États-Unis Hot Dance Club Play | 1                  |
| Europe                         | 5                  |
| Monde                          | 32                 |

| Position | 7 | 8 | 7 | 7 | 7 | 8 | 9 | 11 | 11 | 13 | 15 | 17 |

### Classements annuels
En France, Release Me a été le 8e titre le plus diffusé de l'année 2009 sur la radio NRJ, et s'est vendu à près de 150 000 exemplaires.
| Chart (2009)           | Meilleure position |
| ---------------------- | ------------------ |
| Allemagne              | 37                 |
| Belgique (Flandre)     | 26                 |
| Belgique (Wallonie)    | 31                 |
| Europe                 | 28                 |
| France                 | 29                 |
| France Téléchargements | 38                 |
| France Radio           | 17                 |
| Pays-Bas               | 39                 |
| Suisse                 | 32                 |
| Royaume-Uni            | 35                 |

## Remix
- Le titre a été remixé par DJ Rebel.